# Casa Miquela (Sant Bartomeu del Grau)
La Casa Miquela és un edifici de Sant Bartomeu del Grau (Osona) inclòs a l'Inventari del Patrimoni Arquitectònic de Catalunya.

## Descripció
Es tracta d'un edifici civil orientat a migdia amb teulada a dues aigües.
Hi ha una lliça que dona a la façana principal on es troba també un portal dovellat i cantoneres de pedra picada.
A la part del darrere hi ha una cisterna feta amb pedra picada i ferro forjat datada l'any 1785 per Jaume Casamiquela.
A mitjans del segle xix es fa una ampliació, construint una cabana datada el 1861. L'any 1927 i 1930 es fa una restauració, rebaixant les cobertes que antigament eren a quatre vessants i realitzant unes dependències al darrere del mas.